# Phare de Zarzis
Le phare de Zarzis est un phare situé dans le port de Zarzis (dépendant du gouvernorat de Médenine en Tunisie).
Les phares de Tunisie sont sous l'autorité du Service des phares et balises de la République tunisienne (SPHB).

## Histoire
Le phare, qui est un feu de cinquième ordre, est mis en service en avril 1894. Il est l'édifice du genre le plus au sud de la côte tunisienne.
C'est une tour octogonale crénelée, avec galerie et lanterne, de quatorze mètres de haut attachée à une maison de gardiens d'un seul étage. La tour est peinte en blanc et la galerie et la lanterne sont peintes en noir. C'est un feu à occultations qui émet, à une hauteur focale de quinze mètres au-dessus du niveau de la mer, un groupe de trois éclats blancs (2+1) toutes les douze secondes, visibles jusqu'à 27 kilomètres.
Identifiant : ARLHS : TUN020 - Amirauté : E6328 - NGA : 21740.

### Lien connexe
- Liste des principaux phares de Tunisie
- Liste des phares et balises de Tunisie